# Cámara de Comercio de Rancagua
La Cámara de Comercio, Servicios y Turismo de Rancagua, es una asociación del gremio de los comerciantes de la ciudad de Rancagua y de la Región de O'Higgins, que busca fortalecer ese sector económico en la zona. Fue fundada el 8 de abril de 1925.